# Mary Louise Day
Mary Louise Day (* 19. Februar 1968 in Little Falls, New York; † 2017) war eine US-amerikanische Frau, die 1981 im Alter von 13 Jahren aus ihrem Zuhause in Seaside, Kalifornien, verschwand. Sie wurde 2003, etwas mehr als 22 Jahre nach ihrem Verschwinden, lebend gefunden.

## Leben

### Kindheit
Mary Day wurde am 19. Februar 1968 in Little Falls, New York, als Tochter von Charlotte Day (geb. Pressler) und Charles Day geboren. Sie hatte zwei jüngere Schwestern, Kathy und Sherrie. Die Kindheit der Geschwister war schwierig und sie wurden häufig in Pflegefamilien untergebracht, da ihre Mutter oft nicht für sie sorgen konnte.
Während ihrer Zeit in Pflegefamilien ließ sich Charlotte von Charles scheiden und heiratete William Houle. 1975 trat Houle in die US-Armee ein, und Charlotte erhielt das alleinige Sorgerecht für Mary und Kathy. Sherrie blieb in Pflegefamilien und wurde später von einer Pflegefamilie adoptiert.
Die Familie zog mehrmals um: zuerst nach Hawaii, dann auf einen Armeestützpunkt in Georgia und später zurück nach Hawaii. Dort kam Marys leiblicher Vater Charles Day bei einem Unfall ums Leben, wodurch Mary und Kathy ein Erbe erhielten. Sie nannten ihr Erbe ihren "Fluchtplan".
Im Dezember 1980 wurde Mary aus der Obhut ihrer Mutter und ihres Stiefvaters genommen, nachdem bekannt wurde, dass William sie körperlich misshandelte. Als die Familie nach Seaside, Kalifornien, zog, blieb Mary vorerst in Hawaii. Später wurde sie nach Kalifornien geschickt. Dort versuchte sie oft, von zu Hause wegzulaufen, wurde aber immer wieder von der Polizei zurückgebracht.

### Verschwinden
Am oder um den 15. Juli 1981 verschwand Mary Day aus ihrem Zuhause in Seaside. Ihre Eltern meldeten sie nicht als vermisst, und außer ihnen wusste fast niemand von ihrem Verschwinden. Erst 1992 erstattete ihre Schwester Sherrie eine Anzeige auf dem Militärstützpunkt Fort Ord, Kalifornien, doch es vergingen weitere Jahre, bevor eine offizielle Untersuchung eingeleitet wurde.
Marys Schwester Kathy berichtete, dass Mary zuletzt gesehen wurde, nachdem ihr Stiefvater sie brutal geschlagen hatte. Am nächsten Morgen war Mary verschwunden. Die Familie zog später nach New York, ohne Mary je wieder zu erwähnen.

### Untersuchung
Die Ermittler fanden heraus, dass Charlotte und William Houle nie eine Vermisstenanzeige für Mary erstattet hatten. Während einer Befragung konnte sich Charlotte angeblich nicht an viele Details erinnern. William gab zu, Mary in der Nacht ihres Verschwindens geschlagen zu haben, bestritt jedoch, sie getötet zu haben. Leichenspürhunde schlugen in einer Ecke des ehemaligen Familiengrundstücks an, und ein Kinderschuh wurde gefunden. Dies verstärkte den Verdacht, dass Mary ermordet worden war.

### Auftauchen von Mary
Am 25. November 2003 wurde eine Frau mit einem Ausweis auf den Namen "Mary Day" in Arizona festgenommen. Obwohl sie einen starken Südstaatenakzent hatte, ergab ein DNA-Test, dass sie biologisch mit Charlotte Houle verwandt war. Dennoch hegten Marys Schwestern Zweifel an ihrer Identität, da sie sich kaum an ihre Kindheit erinnerte und widersprüchliche Aussagen machte.
Marys Verhalten war oft bizarr, und sie zeigte Anzeichen psychischer Probleme. Sie lebte eine Zeit lang bei ihrer Schwester Sherrie, hatte jedoch Alkoholprobleme und unternahm mehrere Suizidversuche. Die genauen Umstände ihres Verschwindens 1981 sowie ihrer Rückkehr bleiben ungeklärt.

### Tod
Mary verstarb 2017 an Krebs. Sie war mit einem Mann namens Gessler verheiratet und hatte zuvor in Arizona gelebt. Eine Beerdigung fand nicht statt.